# Grammitis pygmaea
Grammitis pygmaea là một loài dương xỉ trong họ Polypodiaceae. Loài này được Kuhn Copel. mô tả khoa học đầu tiên năm 1952.